# Nélida
Nélida est un roman publié sous le pseudonyme de Daniel Stern par Marie d’Agoult par épisodes dans la Revue indépendante en 1846, puis sous forme de livre la même année.
Ce « récit fictif à peine déguisé » est un roman à clef qui relate la liaison tumultueuse de 1833 à octobre 1839, de l’auteure, avec le compositeur Franz Liszt, représenté sous les traits du personnage au nom peu flatteur de « Guermann ». Le titre du roman « Nélida » est l’anagramme de Daniel, le troisième enfant que Marie d’Agoult a eu de Liszt en 1839. L’ouvrage connut, lors de sa parution, un succès de scandale et a suscité un intérêt considérable en raison des allusions transparentes à la propre vie de l’auteure. Liszt a refusé toujours de se reconnaitre dans ce roman même s’il a souvent surnommé Marie d’Agoult « Nélida » pour avoir idéalisé sa propre personne à travers l’héroïne qui donne son titre au roman.

## Thèmes
Nélida exprime des thèmes qui étaient d’actualité pendant l’agitation qui a précédé la révolution de 1848. L’art y est considéré, en dépit de l’échec de Guermann, comme une activité noble capable de contribuer au progrès social. La condition féminine constitue également un thème important de ce roman qui offre une critique mordante d’un système matrimonial dans lequel les filles inexpérimentées se lient indéfiniment à un homme qu’elles ne connaissent pas. Il dresse un brillant portrait de l’ignorance sexuelle de Nélida, qui se croit amoureuse de son fiancé à cause de la légère excitation que lui cause la proximité d’un homme, et montre de façon poignante les espoirs et les illusions des jeunes mariées pour dénoncer le mariage aristocratique comme une façade polie qui cache la réalité de l’infidélité et de l’indifférence. Les principes en sont également explicitement féministes dans la mesure où Nélida est exhortée à oublier les déceptions de l’amour et du mariage pour montrer que les femmes peuvent être fortes et actives dans la cause du progrès, le thème le plus révolutionnaire de Nélida étant en effet celui de la classe sociale essentiellement exprimé à travers la figure de la Mère Supérieure, qui rompt avec le conservatisme de l’Église pour se consacrer à aider les travailleurs à mener une vie morale, dans son désir d’unir le prolétariat à l’aristocratie dans la lutte contre la bourgeoisie qui dominait la France depuis 1830.

## Résumé
Nélida est une orpheline noble élevée dans un couvent à la mode. Sa vive imagination la sensibilise aux charmes sensuels de la religion et elle décide de devenir une nonne. La Mère Supérieure elle-même profondément déçue de la vie religieuse, l’en dissuade en lui décrivant les religieuses comme un troupeau de folles. Au même moment, choquée d’apprendre que Guermann, un jeune peintre qui jurait l’aimer, a une maitresse, elle décide d’épouser le noble Timoléon. Très vite, la jeune femme se fatigue de la vie que lui impose son nouveau mari courtisé par de nombreuses autres femmes. À nouveau réunie à Guermann, affecté de la même mélancolie, une nouvelle liaison qui répond à son amour et à sa passion artistique nait bientôt. Sûr de son étoile, Guermann est persuadé qu’avec Nélida comme muse, il va connaitre la célébrité et que leur amour va surmonter les barrières sociales. Ayant accepté de s’enfuir avec lui, les amants connaissent un bref moment de bonheur à Genève. Nélida souffre néanmoins de la rumeur et la malveillance des autres femmes, tandis que sa famille la désavoue et que Guermann la laisse souvent seule. En dépit des lettres éloquentes sur son succès professionnel et social que lui envoie Guermann, Nélida se rend bien compte que celui-ci ne parvient pas à produire de grande œuvre. L’évolution de son opinion à son égard donne bientôt lieu à des tensions graves dans le couple. Un jour, Guermann accuse Nélida de lui refuser la liberté individuelle dont il a besoin et annonce qu’il part pour l’Allemagne où il a reçu une commande majeure. Cependant, incapable de mener à bien une tâche qui s’avère trop lourde pour ses capacités, il sombre dans la dépression. Tourmenté par le regret d’avoir quitté Nélida, il meurt, non sans avoir auparavant été pardonné par celle-ci qui s’est précipitée à son chevet.

## Analyse
Autoportrait très flatteur de l’auteure en héroïne dépeinte comme noble, intelligente et belle, ce roman, en dépit de ses lacunes, sans être un chef-d’œuvre, reste un document humain fascinant par sa valeur historique. La réaction de Liszt au portrait du peintre de fiction Guermann, avec qui le musicien réel avait en effet des points de similitude, a été remarquablement modérée.

## Réception
Ce roman a connu une réception étonnamment favorable en raison du manque de spontanéité de l’auteure et du peu de subtilité avec laquelle sont dépeints les personnages.

## Édition moderne
- Nélida, préface et notes inédites de Charles F. Dupêchez, Paris, Calmann-Lévy, 2010,	315 p.,  (ISBN 978-2-70214-127-4).